# كارلايل بلاكويل
كارلايل بلاكويل (بالإنجليزية: Carlyle Blackwell)‏ مواليد 20 يناير 1884 في سيراكيوز - الوفاة 17 يونيو 1955 في ميامي، هو ممثل سينما صامتة أمريكي بدأ مسيرته الفنية سنة 1910. ظهر في قرابة 180 فلما. من أعماله فيلم على عتبة بابها (1910).

## روابط خارجية
- كارلايل بلاكويل على موقع IMDb (الإنجليزية)
- كارلايل بلاكويل على موقع ألو سيني (الفرنسية)
- كارلايل بلاكويل على موقع أول موفي (الإنجليزية)
- كارلايل بلاكويل على موقع قاعدة بيانات برودواي على الإنترنت (الإنجليزية)
- كارلايل بلاكويل على موقع قاعدة بيانات الأفلام السويدية (السويدية)
- كارلايل بلاكويل على موقع قاعدة بيانات الفيلم (الإنجليزية)
- كارلايل بلاكويل على موقع كينوبويسك (الروسية)